# Danilo Coppe
Danilo Coppe (Milano, 8 agosto 1963) è un divulgatore scientifico, autore televisivo ed esplosivista italiano. Ha fondato l'Istituto Ricerche Esplosivistiche di Parma e ha oltre 700 interventi di esplosivistica civile documentati.

## Biografia
Nasce a Milano nel 1963 e dal 1970 si trasferisce a Parma. Si diploma all'Istituto Tecnico Industriale Minerario "Umberto Follador" di Agordo e frequenta il primo corso sperimentale di geotecnica collegato all'Università degli Studi di Padova.
Nel 1989 fonda l'Impresa Siag, specializzata in abbattimenti controllati con l'uso di esplosivi.
Si laurea in scienze politiche con indirizzo criminologico presso l'Università di Bologna dove attualmente insegna al Master di Analisi chimiche e chimico-tossicologiche forensi.

## Attività professionale
Nel ruolo di direttore tecnico della Siag, Danilo Coppe si occupa generalmente di demolizioni controllate di ecomostri ed edifici fatiscenti, disgaggio di frane, scavo di gallerie, coltivazioni di cave e miniere. Inoltre svolge attività di consulenza forense per le forze di polizia e per le procure della Repubblica.
Tra le demolizioni più note dell'impresa di Coppe si ricorda:
- Lo stabilimento dell'ex Ansaldo di Genova nel 1999
- L'abbattimento della vela G nel 2000 e della vela H nel 2003 delle Vele di Scampia a Napoli
- Dal 2001 al 2003 le operazioni di abbattimento agli otto grattacieli del Villaggio Coppola nel Comune di Castel Volturno
- Tra ottobre e novembre del 2007 l'ex ILVA di Genova
- La demolizione di edifici pericolanti dopo il terremoto dell'Aquila del 2009 e del terremoto dell'Emilia del 2012
- L'ecomostro di Sori nel 2015
- Il quartiere Farfalle di Saronno in Provincia di Varese nel 2016
- Le campate 10 e 11 del Ponte Morandi di Genova, il 28 giugno 2019.

Tra le indagini più note si ricorda:
- La strage di piazza della Loggia di Brescia del 1974
- La strage di Bologna del 1980
- La Strage di Udine del 1998

## Opere
- Danilo Coppe, Manuale pratico di esplosivistica civile, Parma, PEI, 2014.
- Danilo Coppe, Storie di dinamite, Roma, Pagine, 2020, ISBN 978-88-7557-632-5.
- Danilo Coppe, Crimini Esplosivi, Milano, Mursia, 2020, ISBN 978-88-425-6301-3.
- Marco Strano, Roberta Bruzzone e Danilo Coppe, Chi è Unabomber? Strategie investigative e criminal profiling nei casi di serial bombers, Reggio Emilia, Aliberti, 2007, ISBN 978-88-7424-235-1.

## Televisione
Coppe è protagonista del reality Mr Dinamite, trasmesso inizialmente su Sky e in seguito sul digitale terrestre, prima sul canale Alpha e poi su Focus. Attualmente la serie va in onda su Prime Video di Amazon.